# Paraujano
Paraujano (Parahuano, Parahujano, Añú, Anuu), pleme američkih Indijanaca porodice Arawakan nastanjeno u venezuelskoj državi Zulia blizu jezera Maracaibo. U prošlosti su se sastojali od više skupina: Onoto, Alile, Toa, Cinamaica ili Sinamaica i možda još neki (Zapara?). Otkrio ih je 1499. Alonso de Ojeda, a 1520. posjetio ih je i njamački konkvistador Ambrosius Ehinger, iz Thalfingena kod Ulma, koji s njima zarati i osnuje grad Neu Nürnberg (današnji Maracaibo). 
Populacija im u suvremeno doba iznosi preko 4.000 (1975, Gaceta Indigenista). Pleme živi od ribolova na jezeru Maracaibo u naseljima Caño Morita, La Boquita, Boca del Caño i El Barro. Jezik im je skoro nestao, nekoliko desetaka govornika. Sami sebe nazivaju Añu, 'narod s morske obale (=Gente de la costa de Mar,) ili  'Gente de la laguna' ('Gente de agua'). 

## Vanjske poveznice
- Los Añu  Arhivirana inačica izvorne stranice od 27. kolovoza 2011. (Wayback Machine)
- Paraujano